# Nymphalini
Nymphalini (лат.) — триба дневных бабочек подсемейства Nymphalinae семейства Nymphalidae.
Это монофилитическая группа бабочек Нимфолин, обитающих в северном полушарии. Для них характерны зубчатые формы крыльев. Они могут переносить зимы, укрываясь в различных щелях и впадая в спячку. Внешняя сторона крыльев имеет маскировочную окраску.

## Классификация
- Триба Nymphalini[1][2]

  - Род Aglais Dalman, 1816
  - Род Antanartia Rothschild & Jordan, 1903
  - Род Araschnia Hübner, 1819 — Пестрокрыльницы
  - Род Hypanartia Hübner, 1821
  - Род Inachis
  - Род Kaniska Moore, 1899
  - Род Mynes Boisduval, 1832
  - Род Nymphalis Kluk, 1781 — Многоцветницы
  - Род Polygonia Hübner, 1819 — Углокрыльницы
  - Род Pycina Doubleday, 1849
  - Род Symbrenthia Hübner, 1819
  - Род Vanessa Fabricius, 1807 — Ванессы

### Вымершие
- Род †Jupitella Carpenter, 1985
- Род †Mylothrites Scudder, 1875